# The End (The Beatles)
The End è una canzone del gruppo musicale inglese The Beatles, pubblicata nel 1969. È l'ultima canzone di Abbey Road escludendo la ghost track Her Majesty, il loro ultimo album registrato e penultimo pubblicato.

## Il brano
Il brano è stato scritto da Paul McCartney ed è un epitaffio alla carriera dei Beatles. Secondo le intenzioni iniziali, avrebbe dovuto essere l'ultimo brano dei Beatles, cosa che poi non avvenne, diventando, anziché l'ultima canzone dell'ultimo album, la penultima canzone del penultimo album del gruppo. La canzone venne spostata al penultimo posto in fase di montaggio dell'album. John Lennon decise poi, in seguito alla pubblicazione di Abbey Road, di recuperare le registrazioni di Get Back insieme a Phil Spector, pubblicando l'album Let it Be nel 1970, che divenne il loro ultimo 33 giri.

### Struttura musicale
Il brano contiene l'unico assolo di batteria di Ringo Starr registrato su un disco dei Beatles.
Si caratterizza inoltre per il lungo assolo di chitarra elettrica suonato alternatamente dai tre restanti componenti della band, cominciando da Paul McCartney, per poi passare a George Harrison, concludere con John Lennon e ricominciare da Paul. Questa sequenza si ripete per tre volte.

## Formazione
- George Harrison: cori, chitarra solista
- Paul McCartney: voce principale, basso, chitarra solista
- John Lennon: cori, chitarra solista
- Ringo Starr: batteria